# Куп Радивоја Кораћа 2019.
Куп Радивоја Кораћа 2019. године је одржан по тринаести пут као национални кошаркашки куп Србије, а седамнаести пут под овим именом. Домаћин завршног турнира био је Ниш у периоду од 14. до 17. фебруара 2019. године, а сви мечеви су одиграни у Хали Чаир. Насловни спонзор такмичења и ове године је било Триглав осигурање.

## Учесници
На завршном турниру учествује укупно 8 екипа, а право учешћа клуб може стећи по једном од три основа:
- Као учесник првог ранга Јадранске лиге 2018/19. (4 екипе)
  - По овом основу пласман су обезбедили Црвена звезда МТС, Партизан НИС, Мега Бемакс и ФМП.
- Као финалиста Купа КСС II степена (2 екипе)
  - По овом основу пласман су обезбедили Нови Пазар и Свети Ђорђе.
- Као једна од две најбоље пласиране екипе на половини првог дела такмичења у Кошаркашкој лиги Србије 2018/19. (2 екипе)
  - По овом основу пласман су обезбедили Борац Чачак и Динамик ВИП ПЕЈ.

## Дворана
| Ниш                  | НишКуп Радивоја Кораћа 2019. на карти Србије |
| Спортски центар Чаир | НишКуп Радивоја Кораћа 2019. на карти Србије |
| Капацитет: 4.800     | НишКуп Радивоја Кораћа 2019. на карти Србије |
|                      | НишКуп Радивоја Кораћа 2019. на карти Србије |

## Четвртфинале
Жреб парова четвртине финала Купа Радивоја Кораћа 2019. обављен је 31. јануара 2019. године у просторијама хотела „Хајат“, у Београду.
| 14. 2. 2019. 17:00 | Извештај | ФМП                                                                         | 112 : 58 | Свети Ђорђе                            | Спортски центар Чаир, Ниш Гледаоци: 1.000 Судије: Немања Нинковић, Владимир Весковић, Петар Пешић |  |
| 14. 2. 2019. 17:00 | Извештај | Четвртине: 23:23, 31:11, 29:9, 29:15                                        |          |                                        | Спортски центар Чаир, Ниш Гледаоци: 1.000 Судије: Немања Нинковић, Владимир Весковић, Петар Пешић |  |
| 14. 2. 2019. 17:00 | Извештај | Поени: Ђорђевић 20 Скокови: Ребец 7 Асистенције: Ребец 8 Индекс: Момиров 28 |          | Томић 22 Томић, Чуч 6 Томић 6 Томић 24 | Спортски центар Чаир, Ниш Гледаоци: 1.000 Судије: Немања Нинковић, Владимир Весковић, Петар Пешић |  |

| 14. 2. 2019. 19:30 | Извештај | Партизан НИС                                                              | 102 : 72 | Нови Пазар                                 | Спортски центар Чаир, Ниш Гледаоци: 2.000 Судије: Саша Маричић, Иван Стефановић, Драган Матић |  |
| 14. 2. 2019. 19:30 | Извештај | Четвртине: 26:20, 25:15, 23:19, 28:18                                     |          |                                            | Спортски центар Чаир, Ниш Гледаоци: 2.000 Судије: Саша Маричић, Иван Стефановић, Драган Матић |  |
| 14. 2. 2019. 19:30 | Извештај | Поени: Гагић 27 Скокови: Гагић 12 Асистенције: Јарамаз 7 Индекс: Гагић 42 |          | Радоњић 21 Вујовић 7 Бербаков 5 Вујовић 15 | Спортски центар Чаир, Ниш Гледаоци: 2.000 Судије: Саша Маричић, Иван Стефановић, Драган Матић |  |

| 15. 2. 2019. 17:00 | Извештај | Мега Бемакс                                                                            | 73 : 69 | Борац Чачак                            | Спортски центар Чаир, Ниш Гледаоци: 1.000 Судије: Јасмина Јурас, Бранислав Мрдак, Владимир Јевтовић |  |
| 15. 2. 2019. 17:00 | Извештај | Четвртине: 10:13, 16:23, 21:22, 26:11                                                  |         |                                        | Спортски центар Чаир, Ниш Гледаоци: 1.000 Судије: Јасмина Јурас, Бранислав Мрдак, Владимир Јевтовић |  |
| 15. 2. 2019. 17:00 | Извештај | Поени: Мишковић 17 Скокови: Фундић 7 Асистенције: Ашћерић, Мокока 6 Индекс: Ашћерић 21 |         | Ђоковић 23 Прља 8 Ђоковић 4 Ђоковић 24 | Спортски центар Чаир, Ниш Гледаоци: 1.000 Судије: Јасмина Јурас, Бранислав Мрдак, Владимир Јевтовић |  |

| 15. 2. 2019. 19:30 | Извештај | Црвена звезда МТС                                                         | 75 : 70 | Динамик ВИП ПЕЈ                          | Спортски центар Чаир, Ниш Гледаоци: 3.000 Судије: Александар Глишић, Синиша Прпа, Радош Арсенијевић |  |
| 15. 2. 2019. 19:30 | Извештај | Четвртине: 13:19, 17:20, 18:19, 27:12                                     |         |                                          | Спортски центар Чаир, Ниш Гледаоци: 3.000 Судије: Александар Глишић, Синиша Прпа, Радош Арсенијевић |  |
| 15. 2. 2019. 19:30 | Извештај | Поени: Барон 21 Скокови: Цирбес 7 Асистенције: Регланд 8 Индекс: Барон 27 |         | Глишић 23 Глишић 9 Ракићевић 6 Глишић 29 | Спортски центар Чаир, Ниш Гледаоци: 3.000 Судије: Александар Глишић, Синиша Прпа, Радош Арсенијевић |  |

## Полуфинале
| 16. 2. 2019. 17:00 | Извештај | ФМП                                                               | 71 : 83 | Партизан НИС                             | Спортски центар Чаир, Ниш Гледаоци: 3.000 Судије: Илија Белошевић, Урош Обркнежевић, Урош Николић |  |
| 16. 2. 2019. 17:00 | Извештај | Четвртине: 16:21, 20:18, 21:24, 14:20                             |         |                                          | Спортски центар Чаир, Ниш Гледаоци: 3.000 Судије: Илија Белошевић, Урош Обркнежевић, Урош Николић |  |
| 16. 2. 2019. 17:00 | Извештај | Поени: Пот 15 Скокови: Рит 10 Асистенције: Ребец 6 Индекс: Рит 20 |         | Лендејл 18 Лендејл 8 Ренфро 8 Лендејл 25 | Спортски центар Чаир, Ниш Гледаоци: 3.000 Судије: Илија Белошевић, Урош Обркнежевић, Урош Николић |  |

| 16. 2. 2019. 21:00 | Извештај | Мега Бемакс                                                                  | 73 : 92 | Црвена звезда МТС                         | Спортски центар Чаир, Ниш Гледаоци: 3.000 Судије: Миливоје Јовчић, Милија Војиновић, Марко Јурас |  |
| 16. 2. 2019. 21:00 | Извештај | Четвртине: 16:12, 21:30, 24:18, 12:32                                        |         |                                           | Спортски центар Чаир, Ниш Гледаоци: 3.000 Судије: Миливоје Јовчић, Милија Војиновић, Марко Јурас |  |
| 16. 2. 2019. 21:00 | Извештај | Поени: Атић 20 Скокови: Станић 9 Асистенције: Ратковица 10 Индекс: Станић 24 |         | Барон 20 Ристић 8 Регланд 9 Перпероглу 19 | Спортски центар Чаир, Ниш Гледаоци: 3.000 Судије: Миливоје Јовчић, Милија Војиновић, Марко Јурас |  |

## Финале
| 17. 2. 2019. 17:00 | Извештај | Партизан НИС                                                                         | 76 : 74 | Црвена звезда МТС                                  | Спортски центар Чаир, Ниш Гледаоци: 4.500 Судије: Илија Белошевић, Урош Обркнежевић, Миливоје Јовчић |  |
| 17. 2. 2019. 17:00 | Извештај | Четвртине: 19:18, 18:15, 18:24, 21:17                                                |         |                                                    | Спортски центар Чаир, Ниш Гледаоци: 4.500 Судије: Илија Белошевић, Урош Обркнежевић, Миливоје Јовчић |  |
| 17. 2. 2019. 17:00 | Извештај | Поени: Ренфро, Лендејл 18 Скокови: Ренфро 7 Асистенције: Ренфро 10 Индекс: Ренфро 26 |         | Барон 18 Перпероглу, Ристић 5 Регланд 9 Регланд 20 | Спортски центар Чаир, Ниш Гледаоци: 4.500 Судије: Илија Белошевић, Урош Обркнежевић, Миливоје Јовчић |  |

| Освајач Купа Радивоја Кораћа 2019. |
| ---------------------------------- |
| Партизан 7. титула.                |